# Tabuado
Tabuado es una freguesia portuguesa del concelho de Marco de Canaveses, con 8,64 km² de superficie y 1.387 habitantes (2001). Su densidad de población es de 160,5 hab/km².